# Skulpturenweg Kandel
Der Skulpturenweg Kandel in Kandel (Pfalz), Landkreis Germersheim, im Südosten von Rheinland-Pfalz ist ein Teilstück des Skulpturenwegs Rheinland-Pfalz.

## Projektbeschreibung
Die Förderung des Landes Rheinland-Pfalz von Kunstprojekten im öffentlichen Raum  führte 1993 zur Entstehung des Skulpturenwegs  in Kandel.
2009 wurde in der Parkanlage am Schwanenweiher ein Holzbildhauer-Symposium durchgeführt. Dabei arbeiteten Künstler aus den Partnerstädten Reichshoffen, Frankreich, Whitworth (Lancashire), Großbritannien und aus Deutschland gemeinsam, als Symbol der Partnerschaft.
Skulpturenweg und Holzbildhauer-Symposium stehen in unmittelbarem örtlichen Zusammenhang. Der gesamte Rundweg hat eine Länge von etwa 5 Kilometern.

## Präsente Künstler und Werke
| Bild | Künstler / Künstlerin    | Titel                    |
| ---- | ------------------------ | ------------------------ |
|      | Ljubo di Karina          | Durchbruch Kandel        |
|      | André Jaquet             | Wald, Guten Tag          |
|      | Friedrich Riedelsberger  | Die Zeitmaschine         |
|      | Martine Andernach        | Die Sitzende             |
|      | Villi Bossi              | Tor zur Freundschaft     |
|      | Georg Ahrens             | Der Große Gehende        |
|      | Delia Brandusescu-Serban | Kommunion                |
|      | Ursula Kärcher           | Geschenk an die Sonne II |
|      | Karl-Heinz Deutsch       | Helm-Kopf                |
|      | Wieslaw Pietron          | Dreiheit                 |

(Die Reihenfolge entspricht der Projektbeschreibung von Kulturland Rheinland-Pfalz)

## Holzbildhauer-Symposium
| Bild | Künstler / Künstlerin | Titel                    |
| ---- | --------------------- | ------------------------ |
|      | Adrien Meneau         | La frontière du possible |
|      | Adrien Meneau         | Assis sur la frontière   |
|      | Patrice Lesage        | Mélouga                  |
|      | Guntram Prochaska     | Die 5-7 Kontinente       |
|      | Martin Schöneich      | Rotation                 |

1. Barbara Cole, Whitworth (GB)
2. Trudi Entwistle, Whitworth (GB)[4]
3. Patrice Lesage (F) : Méga, L’union, Mélouga
4. Adrien Menou (F) : La frontière du possible, L’étudiante, Twist, Assis sur la frontière
5. Guntram Prochaska (D) : Die 5-7 Kontinente

## Weitere Werke in Kandel (Auswahl)
| Bild | Künstler           | Titel                                       |
| ---- | ------------------ | ------------------------------------------- |
|      | Karl-Heinz Deutsch | Wächter 1992 vor der Sparkasse Kandel       |
|      | Karl-Heinz Deutsch | Brunnenanlage 1992 vor der Sparkasse Kandel |